# Aveinte
Aveinte é um município da Espanha na província de Ávila, comunidade autónoma de Castela e Leão, de área 12,78 km² com população de 105 habitantes (2007) e densidade populacional de 8,22 hab./km².
A povoação situa-se a apenas 20 quilómetros da capital de província (Ávila).

## Demografia
| Variação demográfica do município entre 1991 e 2004 | Variação demográfica do município entre 1991 e 2004 | Variação demográfica do município entre 1991 e 2004 | Variação demográfica do município entre 1991 e 2004 |
| --------------------------------------------------- | --------------------------------------------------- | --------------------------------------------------- | --------------------------------------------------- |
| 1991                                                | 1996                                                | 2001                                                | 2004                                                |
| 154                                                 | 153                                                 | 113                                                 | 111                                                 |